# 1497
Năm 1497 là một năm trong lịch Julius.

## Mất
- 3 tháng 3 - vua Lê Thánh Tông, vị vua nổi tiếng triều Hậu Lê (sinh 1442)